# Hitch - Lui sì che capisce le donne
Hitch - Lui sì che capisce le donne (Hitch) è un film del 2005 diretto da Andy Tennant.

## Trama
Alex Hitchens, detto “Hitch”, è un consulente, che aiuta gli uomini insicuri ed impacciati a conquistare le donne di cui sono innamorati, alle quali però non si sono ancora dichiarati a causa della loro timidezza.
La sua regola principale è che non importa quanto un uomo possa essere imbranato: con le mosse giuste e una serie di aggiustamenti volti a migliorarlo, ogni uomo può avere la donna dei suoi sogni.
Hitch ha deciso di intraprendere questa particolare attività in quanto anche lui, da giovane, era impacciato con le donne e, dopo una cocente delusione amorosa causata dalla sua fidanzata dell’università, che lo tradì con un altro ragazzo, si rese conto che giocare subito le proprie carte non sarebbe mai stato saggio, pertanto negli anni ha migliorato la sua tecnica, per poi “rivendere” la sua esperienza ai clienti. Dato che non vuole essere riconosciuto, impone alla clientela di non rivelare mai il suo nome, agendo esclusivamente sul passaparola, motivi che l’hanno portato ad essere soprannominato “Dottor Rimorchio”.
Un giorno, tra i suoi clienti si presenta Albert Brennaman, un impiegato in una società di investimento, la cui principale cliente è la ricca ereditiera Allegra Cole, di cui è profondamente innamorato. Nonostante sia poco attraente fisicamente ed estremamente maldestro, convince Hitch che la sua non è una semplice infatuazione ma vero amore, pertanto Alex accetta il suo caso. La sera stessa, in un locale, Hitch conosce Sara Melas, una giornalista di cronaca mondana, salvandola da un uomo che sta cercando in tutti i modi di rimorchiarla, spacciandosi per suo marito. Alex utilizza quindi una delle sue tattiche, presentandosi e mostrandosi interessato alla vita della ragazza, congedandosi poi da lei offrendole un drink.
Dopo alcuni giorni di “addestramento”, Albert decide finalmente di compiere il primo passo verso Allegra durante una delle solite riunioni con gli altri membri del consiglio, che al solito bloccano uno dei progetti della donna, che vorrebbe investire i suoi soldi in una linea di moda di una persona vicina a lei. Albert interviene, finendo per rimproverare Allegra davanti a tutti i soci, dicendole che i soldi sono suoi e che non dovrebbe impedirsi di investire le proprie finanze in quello che vuole solo perché loro gli dicono di non farlo, per poi lasciarsi prendere dalla foga e dimettersi. Realizzato ciò che ha fatto, prima fugge nel suo ufficio, dove c’è Alex ad aspettarlo, poi cerca di tornare dal suo capo per rettificare le sue dimissioni, ma viene fermato da Hitch, che gli dice di riflettere. Improvvisamente, Allegra si presenta alla porta del suo ufficio, dicendogli che nessuno mai si era permesso di parlarle in quel modo, dimostrando però grande apprezzamento per il fatto che lui sia stato il primo ad essere schiettamente sincero con lei. Pertanto, la donna lo invita ad una serata dove avrebbe fatto la conoscenza della persona su cui lei avrebbe voluto investire, in modo tale da poter essere consigliata da lui circa l’investimento. Alex, nascosto dietro la porta, suggerisce ad Albert cosa dire, per poi “chiudere” la conversazione per lui, chiudendo la porta. Il giorno dopo, Alex fa recapitare a Sara un walkie talkie, tramite il quale la invita per la domenica successiva ad un’uscita in acquascooter ad Ellis Island, dove Alex si dimostra terribilmente imbranato, riuscendo però ad attirare sempre di più l’interesse della ragazza.
In seguito, Hitch parla con un nuovo potenziale cliente di nome Vance Munson, un broker di Wall Street, che dice di voler conquistare una donna, ma Alex lo scarica quando scopre che in realtà l’uomo vorrebbe solamente portarsela a letto, cosa che va contro il suo credo, dato che aiuta solo uomini veramente innamorati e non quelli che vorrebbero solo rapporti sessuali occasionali.
Il rapporto tra Albert e Allegra intanto va a gonfie vele ed inizia a sbocciare, mentre Alex viene invitato una sera da Sara ad una sorta di uscita culinaria, dove i due, in compagnia del capo di lei e della moglie di quest’ultimo, imparano a cucinare sotto la supervisione di uno chef. Hitch è ignaro del fatto che Sara stia seguendo la vita sentimentale di Allegra e che è stata costretta dal suo capo a fare questa uscita a quattro, dato che la ragazza ha scoperto che Alex conosce Albert. Hitch, però, dice che lui e Albert si conoscono solo in modo professionale, dato che Brennaman è il suo commercialista e che lo vede solo un paio di volte l’anno. La mattina seguente, Alex e Sara finalmente si baciano, portando quindi avanti la propria relazione, cosa che succede anche ad Albert e Allegra.
Poco dopo, si scopre che Casey, la migliore amica di Sara, è la donna che Vance Munson si sarebbe voluto portare a letto e che crede, erroneamente, che questi si sia servito del “Dottor Rimorchio” per rimorchiarla, a causa di una frase sussurrata da Vance mentre si stava rivestendo dopo il loro incontro sessuale. Sara organizza così con un collega un finto incontro col misterioso consulente, osservando la scena da lontano, rimanendo shockata quando scopre che il “Dottor Rimorchio” altri non è che Hitch. Infuriata, la sera si reca a casa di lui per una cena, rivelandogli di sapere chi sia in realtà e dicendosi disgustata dalla sua attività. Il giorno seguente, sbatte tutto sul suo giornale scandalistico, rivelando quindi l’identità di Hitch e mettendo in crisi il rapporto tra Albert e Allegra.
Qualche sera dopo, Sara accompagna Casey ad un evento di speed dating, dove irrompe Alex, che cerca di dirle di essere innamorato di lei nonostante tutto. Questa si dimostra ostile, dicendogli che ha deciso di vendicare Casey per la faccenda con Vance. Alex, a questo punto, afferma con decisione che si è rifiutato di lavorare per Munson e che il suo lavoro aiuta anche le donne, convincendole a sbloccarsi per dare possibilità a bravi ragazzi come Albert di farsi avanti. Sara, realizzato di aver commesso un errore, la mattina dopo cerca di ricucire i rapporti con lui, che però si dimostra freddo. Poco dopo, Alex incontra Albert, profondamente depresso perché la storia con Allegra è naufragata a seguito delle rivelazioni fatte dai giornali e questi, dopo averlo pregato di aggiustare le cose, gli rinfaccia di essere un codardo, perché invece che affrontare l’amore come chiunque altro, preferisce rifugiarsi dietro le sue tecniche di seduzione, riducendo l’amore ad un lavoro.
Hitch realizza che l’amico ha ragione, pertanto chiede un incontro con Allegra per sistemare la faccenda, durante il quale, dalle parole della donna, si rende conto che Albert in realtà non ha seguito nessuno dei suoi consigli ed ha agito come sé stesso, riuscendo comunque a conquistarla. Poco dopo arriva anche Albert, desideroso di rimettersi con lei, che crede erroneamente che Hitch gliela voglia rubare e, dopo una breve colluttazione, Allegra lo ferma e lo bacia appassionatamente, dichiarandogli il suo amore. 
Risolta la questione, Alex va da Sara, dicendole di amarla e che ormai è convinto che le sue strategie non abbiano alcun valore in amore. I due quindi si riconciliano, per poi partecipare qualche tempo dopo al matrimonio di Albert e Allegra.

## Produzione
Il titolo di lavorazione del film era The Last First Kiss ("L'ultimo primo bacio"), in riferimento alla frase rivolta da Hitch ad Albert: «This could be her last first kiss» («Questo potrebbe essere il suo ultimo primo bacio»).

## Accoglienza
Il film si è piazzato undicesimo nella classifica dei film che hanno incassato di più negli Stati Uniti nel 2005 e ha battuto il record per i maggiori incassi per una commedia romantica nel fine settimana di apertura.